# Peter Fernandes
Paul Peter Fernandes  (15. rujna 1916. — 24. siječnja 1981.) je bivši indijski hokejaš na travi. 
Osvojio je zlatno odličje na hokejaškom turniru na Olimpijskim igrama 1936. u Berlinu igrajući za Britansku Indiju. Odigrao je dva susreta na mjestu napadača.

## Vanjske poveznice
- Profil na Database Olympics